# Lières
Lières est une commune française située dans le département du Pas-de-Calais en région Hauts-de-France. Ses habitants sont appelés les Liérois. La commune fait partie de la communauté d'agglomération de Béthune-Bruay, Artois-Lys Romane.

## Géographie

### Localisation
Localisée dans l'est du département du Pas-de-Calais, Lières est une commune, traversée par la  Nave et limitrophe, au sud-est, de la commune de Lillers (aire d'attraction), et qui est située, à vol d'oiseau, à 15 km à l'ouest de la commune de Béthune (chef-lieu d'arrondissement). Lières est traversée de l'A26 (Calais - Reims - Troyes) accessible par la sortie no 5 située à trois kilomètres à vol d'oiseau.
Le territoire de la commune est limitrophe de ceux de cinq communes.
Les communes limitrophes sont Lespesses, Ames, Auchy-au-Bois, Lillers et Saint-Hilaire-Cottes.

### Géologie et relief
La superficie de la commune est de 3,24 km2 ; son altitude varie de 41  à   93 m.

### Hydrographie
Le territoire de la commune est situé dans le bassin Artois-Picardie.
La commune est drainée par deux cours d'eau : la Nave, un cours d'eau naturel non navigable de 21,88 km, qui prend sa source dans la commune de Fontaine-lès-Hermans et se jette dans La Clarence au niveau de la commune de Robecq et par la Lières.

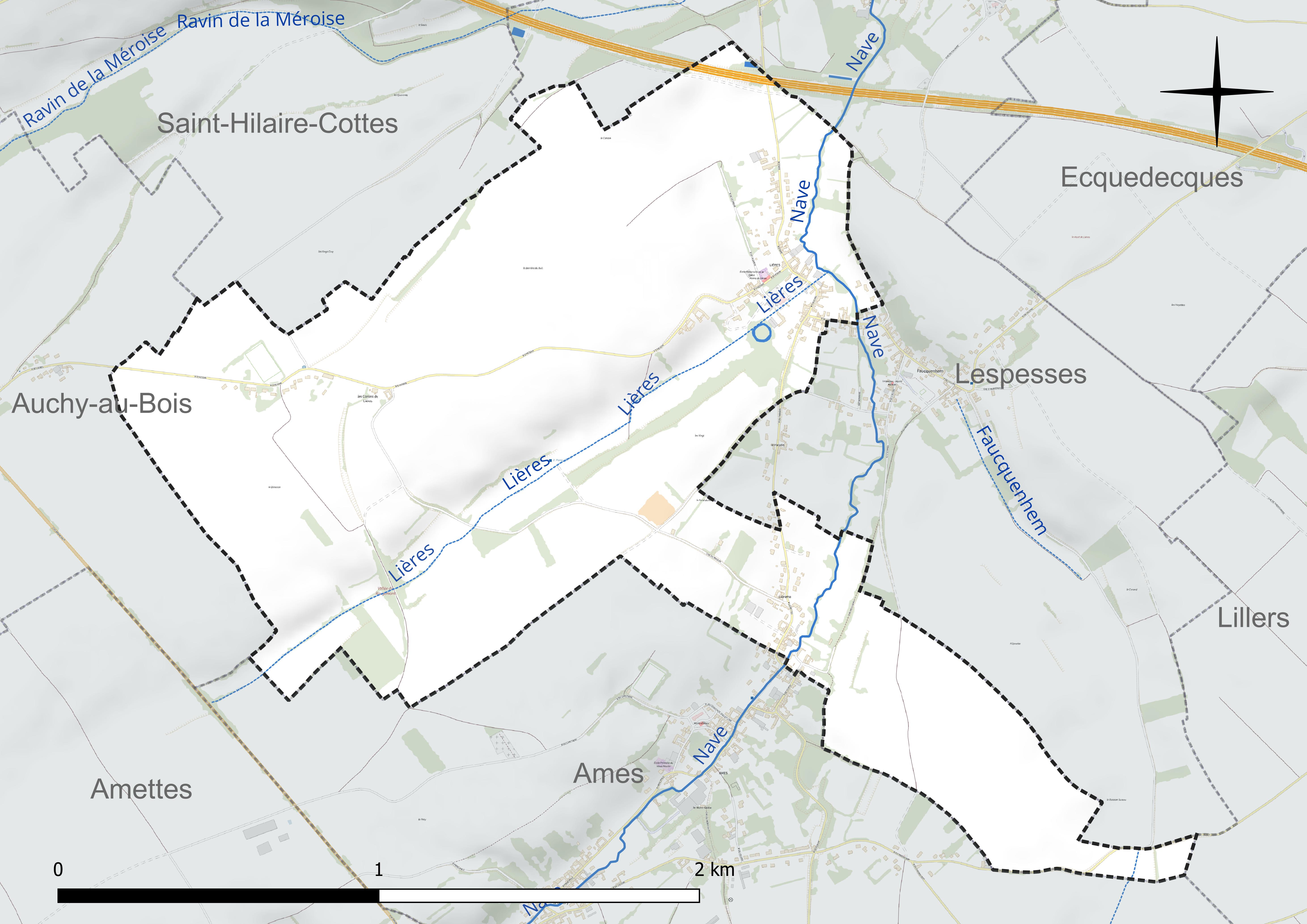
Réseau hydrographique de Lières.

### Climat
Pour des articles plus généraux, voir Climat des Hauts-de-France et Climat du Pas-de-Calais.
En 2010, le climat de la commune est de type climat océanique franc, selon une étude du CNRS s'appuyant sur une série de données couvrant la période 1971-2000. En 2020, Météo-France publie une typologie des climats de la France métropolitaine dans laquelle la commune est exposée à un climat océanique et est dans la région climatique Côtes de la Manche orientale, caractérisée par un faible ensoleillement (1 550 h/an) ; forte humidité de l’air (plus de 20 h/jour avec humidité relative > 80 % en hiver), vents forts fréquents.
Pour la période 1971-2000, la température annuelle moyenne est de 10,2 °C, avec une amplitude thermique annuelle de 13,8 °C. Le cumul annuel moyen de précipitations est de 824 mm, avec 12,7 jours de précipitations en janvier et 9 jours en juillet. Pour la période 1991-2020, la température moyenne annuelle observée sur la station météorologique la plus proche, située sur la commune de Lillers à 5 km à vol d'oiseau, est de 11,1 °C et le cumul annuel moyen de précipitations est de 731,5 mm,. Pour l'avenir, les paramètres climatiques de la commune estimés pour 2050 selon différents scénarios d'émission de gaz à effet de serre sont consultables sur un site dédié publié par Météo-France en novembre 2022.
| Mois                                  | jan.           | fév.           | mars           | avril         | mai         | juin          | jui.        | août          | sep.          | oct.          | nov.          | déc.           | année      |
| ------------------------------------- | -------------- | -------------- | -------------- | ------------- | ----------- | ------------- | ----------- | ------------- | ------------- | ------------- | ------------- | -------------- | ---------- |
| Température minimale moyenne (°C)     | 2,2            | 1,8            | 3,1            | 4,8           | 8,1         | 11            | 12,8        | 12,9          | 10,3          | 8,3           | 5,4           | 2,9            | 7          |
| Température moyenne (°C)              | 4,7            | 4,8            | 7,2            | 10,2          | 13,1        | 16,1          | 18,2        | 18,2          | 15,5          | 12,1          | 8,2           | 5,4            | 11,1       |
| Température maximale moyenne (°C)     | 7,2            | 7,8            | 11,3           | 15,7          | 18,2        | 21,3          | 23,6        | 23,4          | 20,7          | 15,9          | 11            | 7,8            | 15,3       |
| Record de froid (°C) date du record   | −14,5 25.01.13 | −16,3 04.02.12 | −10,3 13.03.13 | −5,4 08.04.03 | −1 14.05.10 | 1,9 01.06.11  | 4 03.07.11  | 5,4 31.08.11  | 0,6 30.09.18  | −4,5 28.10.03 | −5,3 30.11.16 | −11,3 18.12.10 | −16,3 2012 |
| Record de chaleur (°C) date du record | 15,9 01.01.22  | 18,8 24.02.21  | 24,8 31.03.21  | 27,3 20.04.18 | 32 27.05.05 | 34,1 29.06.19 | 41 25.07.19 | 37,5 06.08.03 | 34,3 09.09.23 | 29 01.10.11   | 20,7 07.11.15 | 16,5 30.12.22  | 41 2019    |
| Précipitations (mm)                   | 60,2           | 51,3           | 46,5           | 44,1          | 57,5        | 60            | 65,4        | 69,6          | 59,6          | 67,3          | 73,6          | 76,4           | 731,5      |

### Milieux naturels et biodiversité
L’Inventaire national du patrimoine naturel (INPN) recense plusieurs espèces faunistiques et floristiques sur le territoire de la commune dont certaines sont protégées et d’autres menacées et quasi-menacées.

## Urbanisme

### Typologie
Au 1er janvier 2024, Lières est catégorisée commune rurale à habitat dispersé, selon la nouvelle grille communale de densité à sept niveaux définie par l'Insee en 2022.
Elle est située hors unité urbaine. Par ailleurs la commune fait partie de l'aire d'attraction d'Auchel - Lillers, dont elle est une commune de la couronne,. Cette aire, qui regroupe 29 communes, est catégorisée dans les aires de 50 000 à moins de 200 000 habitants,.

### Occupation des sols
L'occupation des sols de la commune, telle qu'elle ressort de la base de données européenne d’occupation biophysique des sols Corine Land Cover (CLC), est marquée par l'importance des territoires agricoles (95 % en 2018), une proportion identique à celle de 1990 (95 %). La répartition détaillée en 2018 est la suivante : 
terres arables (81,9 %), prairies (9,2 %), zones urbanisées (5 %), zones agricoles hétérogènes (3,9 %). L'évolution de l’occupation des sols de la commune et de ses infrastructures peut être observée sur les différentes représentations cartographiques du territoire : la carte de Cassini (XVIIIe siècle), la carte d'état-major (1820-1866) et les cartes ou photos aériennes de l'IGN pour la période actuelle (1950 à aujourd'hui).

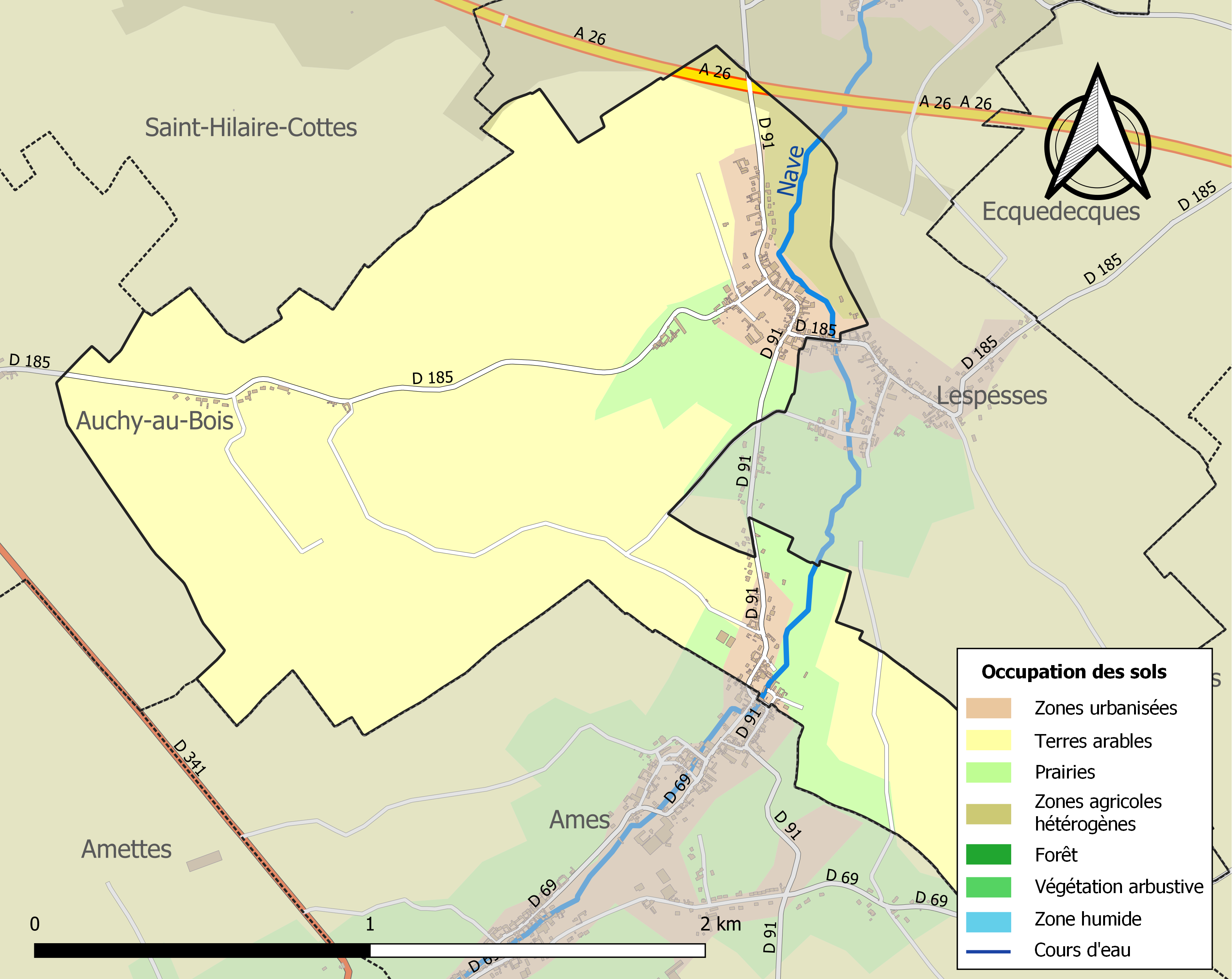
Carte des infrastructures et de l'occupation des sols de la commune en 2018 (CLC).

### Lieux-dits, hameaux et écarts
Un petit hameau nommé Lièrette apparait à la sortie du village dans la direction de la commune d'Ames.

## Toponymie
Le nom de la localité est attesté sous les formes Lerre (XIIe siècle) ; Lira (1209) ; Lieres (1222) ; Lyere (1230) ; Liere (1329) ; Lyères (1528) ; Liers (1561) ; Lierres (1720) ; Lières-lez-Aire (1739) ; Lierre (XVIIIe siècle).
Lier en flamand.
Du latin latro, latronis, francisé en laires, lerres, lières définissant un larron, un petit aqueduc placé dans les bajoyers et qui établit une communication entre le bief supérieur et le sas (d'une écluse).
Lièrette est un hameau de la commune de Lières.

## Histoire
Avant la Révolution française, Lières a donné son nom à une famille de la noblesse, la terre de Lières étant le siège d'une seigneurie.
Le 12 août 1627, la terre et seigneurie de Lières est érigée en vicomté au profit de Gilles de Lières, chevalier, seigneur dudit lieu, baron du Val et de Berneville, gouverneur de Lens.
Gilles François de Lières bénéficie d'une sentence de noblesse accordée le 26 août 1697. Il lui est reconnu le droit de se qualifier de baron de Berneville.
En 1115, Juliannus de Lira, (Julien de Lières) fait partie de l'entourage du seigneur de Lillers.
Vers 1231-36 et 1267, le seigneur de Lières est un des pairs (pairie) du seigneur de Lillers dont le titulaire est alors un membre de la maison de Wavrin.
La seigneurie relevait de la famille d'Ostrel de 1430 à 1706, et ensuite des Béthune.

## Politique et administration

### Découpage territorial
La commune se trouve dans l'arrondissement de Béthune du département du Pas-de-Calais.

#### Commune et intercommunalités
La commune est membre de la communauté d'agglomération de Béthune-Bruay, Artois-Lys Romane qui regroupe 100 communes et compte 275 327 habitants en 2021.

#### Circonscriptions administratives
La commune est rattachée au canton de Lillers.

#### Circonscriptions électorales
Pour l'élection des députés, la commune fait partie de la huitième circonscription du Pas-de-Calais.

### Élections municipales et communautaires

#### Liste des maires
| Période                                  | Période                      | Identité        | Étiquette | Qualité              |
| ---------------------------------------- | ---------------------------- | --------------- | --------- | -------------------- |
| Les données manquantes sont à compléter. |                              |                 |           |                      |
| 1989                                     | 2014                         | Maurice Crétel  |           | Agriculteur retraité |
| 2014,                                    | novembre 2021 Démissionnaire | Philippe Raoult |           |                      |
| décembre 2021                            | En cours (au 8 août 2024)    | Didier Crétel   |           |                      |

## Population et société

### Démographie
Les habitants sont appelés les Liérois.

#### Évolution démographique
L'évolution du nombre d'habitants est connue à travers les recensements de la population effectués dans la commune depuis 1793. Pour les communes de moins de 10 000 habitants, une enquête de recensement portant sur toute la population est réalisée tous les cinq ans, les populations de référence des années intermédiaires étant quant à elles estimées par interpolation ou extrapolation. Pour la commune, le premier recensement exhaustif entrant dans le cadre du nouveau dispositif a été réalisé en 2006.

En 2022, la commune comptait 340 habitants, en évolution de −10,99 % par rapport à 2016 (Pas-de-Calais : −0,72 %, France hors Mayotte : +2,11 %).
| 1793 | 1800 | 1806 | 1821 | 1831 | 1836 | 1841 | 1846 | 1851 |
| ---- | ---- | ---- | ---- | ---- | ---- | ---- | ---- | ---- |
| 184  | 202  | 216  | 200  | 222  | 245  | 259  | 258  | 273  |

| 1856 | 1861 | 1866 | 1872 | 1876 | 1881 | 1886 | 1891 | 1896 |
| ---- | ---- | ---- | ---- | ---- | ---- | ---- | ---- | ---- |
| 270  | 471  | 743  | 651  | 801  | 567  | 618  | 456  | 417  |

| 1901 | 1906 | 1911 | 1921 | 1926 | 1931 | 1936 | 1946 | 1954 |
| ---- | ---- | ---- | ---- | ---- | ---- | ---- | ---- | ---- |
| 397  | 422  | 405  | 725  | 628  | 456  | 485  | 540  | 565  |

| 1962 | 1968 | 1975 | 1982 | 1990 | 1999 | 2006 | 2011 | 2016 |
| ---- | ---- | ---- | ---- | ---- | ---- | ---- | ---- | ---- |
| 547  | 537  | 443  | 351  | 299  | 279  | 344  | 376  | 382  |

| 2021 | 2022 | - | - | - | - | - | - | - |
| ---- | ---- | - | - | - | - | - | - | - |
| 353  | 340  | - | - | - | - | - | - | - |

#### Pyramide des âges
En 2018, le taux de personnes d'un âge inférieur à 30 ans s'élève à 35,9 %, soit en dessous de la moyenne départementale (36,7 %). De même, le taux de personnes d'âge supérieur à 60 ans est de 22,0 % la même année, alors qu'il est de 24,9 % au niveau départemental.
En 2018, la commune comptait 187 hommes pour 193 femmes, soit un taux de 50,79 % de femmes, légèrement inférieur au taux départemental (51,50 %).
Les pyramides des âges de la commune et du département s'établissent comme suit.
| Hommes | Classe d’âge | Femmes |
| ------ | ------------ | ------ |
| 0,5    | 90 ou +      | 1,1    |
| 3,3    | 75-89 ans    | 11,1   |
| 13,6   | 60-74 ans    | 14,2   |
| 18,3   | 45-59 ans    | 16,5   |
| 25,4   | 30-44 ans    | 24,0   |
| 14,3   | 15-29 ans    | 11,8   |
| 24,6   | 0-14 ans     | 21,3   |

| Hommes | Classe d’âge | Femmes |
| ------ | ------------ | ------ |
| 0,5    | 90 ou +      | 1,6    |
| 5,6    | 75-89 ans    | 8,9    |
| 16,7   | 60-74 ans    | 18,1   |
| 20,2   | 45-59 ans    | 19,2   |
| 18,9   | 30-44 ans    | 18,1   |
| 18,2   | 15-29 ans    | 16,2   |
| 19,9   | 0-14 ans     | 17,9   |

## Culture locale et patrimoine

### Lieux et monuments
- L'église Notre-Dame-et-Saint-Adrien (ou Saint-Adrien). Chœur de 1899, nef du XVe siècle avec frise sculptée ; bas-reliefs 15e et 16e; deux monuments funéraires (classés monuments historiques à titre d'objets) ; cloche 1788. Dans l'église un vitrail du souvenir et deux plaques commémorant les victimes de la Grande Guerre de Lières et de Lespesses.
- Le monument aux morts de la commune commémore les victimes de la Première Guerre mondiale et de la Seconde Guerre mondiale[39].
- La ferme seigneuriale 1661 d'un château important détruit à la Révolution.
- La maison de bailliage 1630 : façade avec encadrement Renaissance armorié.
- La motte féodale avec fossés profonds.

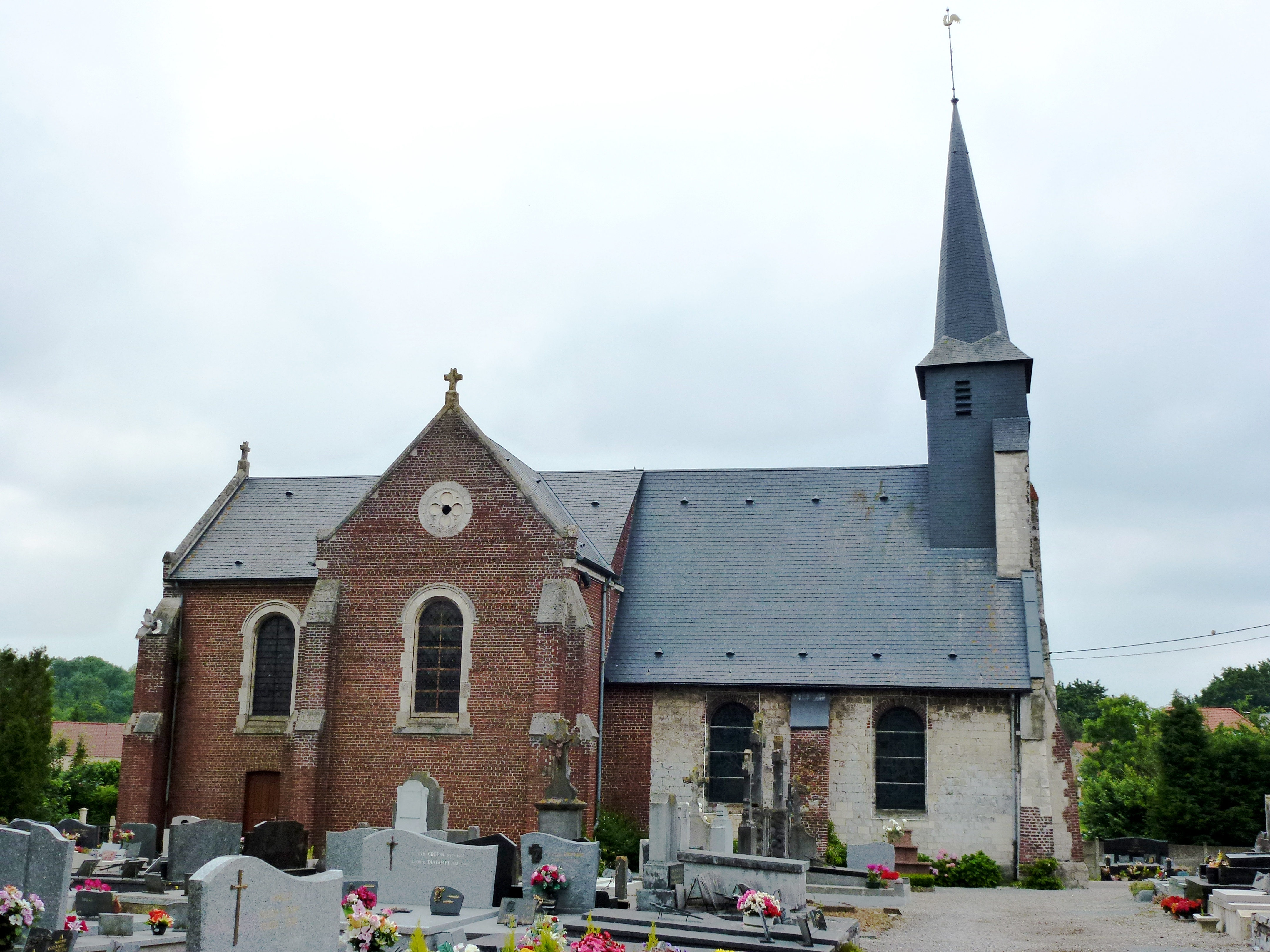
L'église Notre-Dame-et-Saint-Adrien.
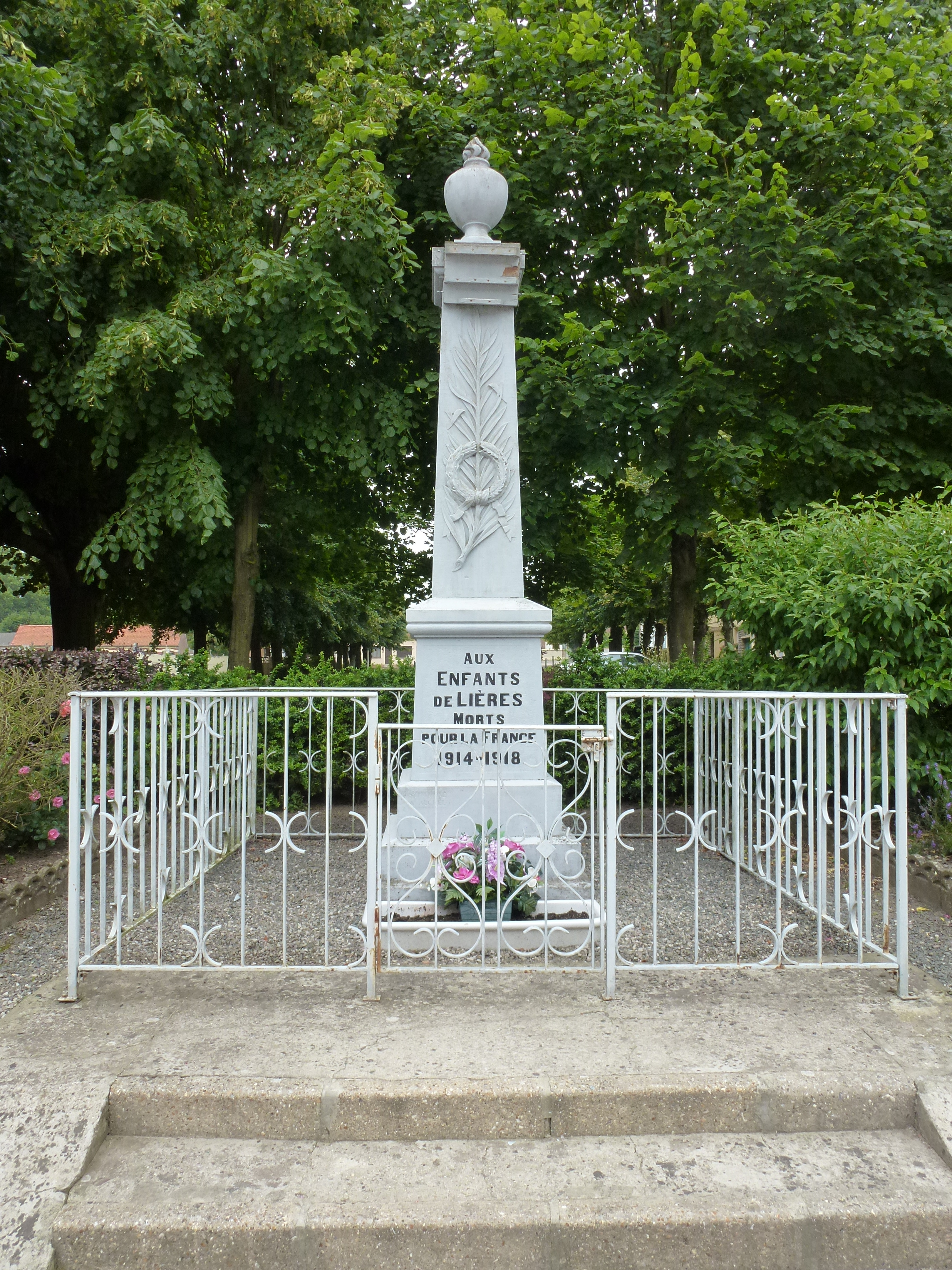
Le monument aux morts.
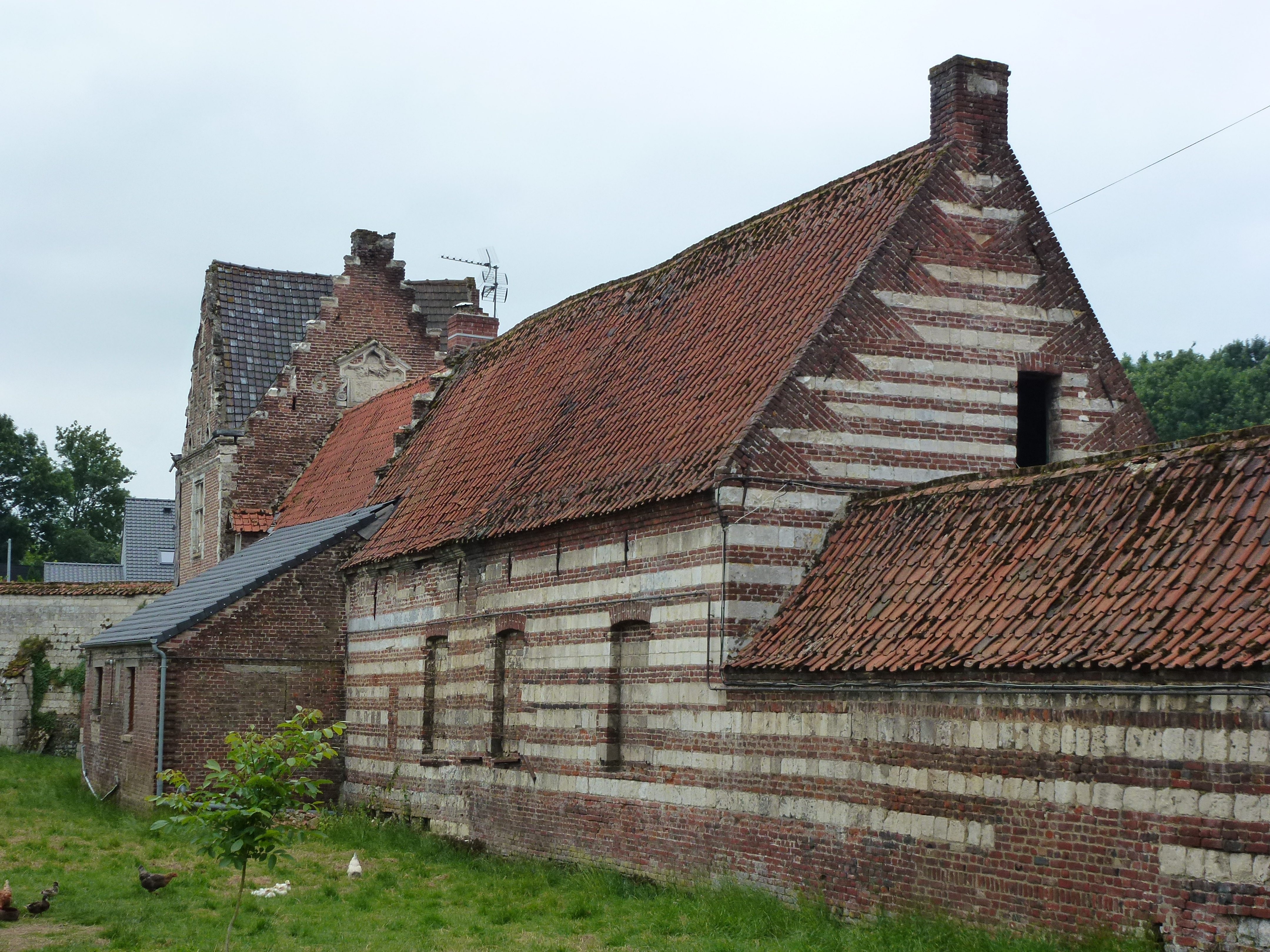
La ferme seigneuriale.
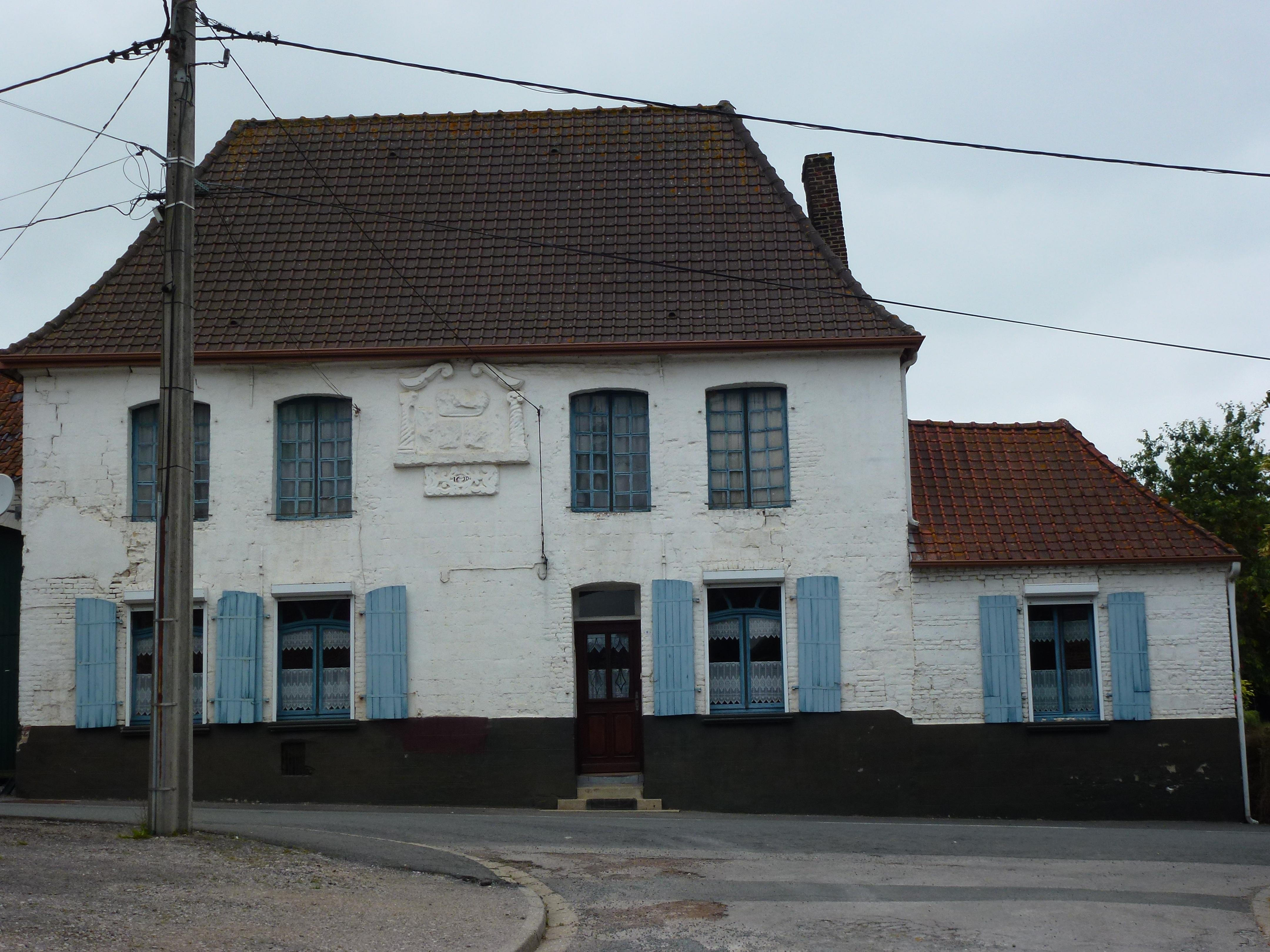
La maison de bailliage.

### Héraldique
|  | Les armes de la ville se blasonnent ainsi : d’argent aux deux bandes d’azur. |

## Pour approfondir

#### Bases de données, dictionnaires et encyclopédies
- Ressources relatives à la géographie :   - Insee (communes)
  - Ldh/EHESS/Cassini
- Ressource relative à plusieurs domaines :   - Annuaire du service public français